# Tânia Maria Pereira Ribeiro
Tânia Maria Pereira Ribeiro, född den 3 oktober 1974 i Maranhão, Brasilien, är en brasiliansk fotbollsspelare. Vid fotbollsturneringen under OS 2008 i Peking deltog hon i det brasilianska lag som tog silver. 